# Zlatná na Ostrove
Zlatná na Ostrove este o comună slovacă, aflată în districtul Komárno din regiunea Nitra. Localitatea se află la altitudinea de 110 m deasupra n.m., se întinde pe o suprafață de 35,31 km2 și în 2017 număra 2.370 de locuitori. Comunele vecine sunt Komárno, Komárom și Ács.

## Istoric
Localitatea Zlatná na Ostrove este atestată documentar din 1267.

## Demografie
| An:                | 1994 | 2004   | 2014   | 2024   |
| ------------------ | ---- | ------ | ------ | ------ |
| Număr de persoane: | 2416 | 2558   | 2390   | 2380   |
| Diferență:         |      | +5,87% | −6,56% | −0,41% |

| An:                | 2023 | 2024   |
| ------------------ | ---- | ------ |
| Număr de persoane: | 2418 | 2380   |
| Diferență:         |      | −1,57% |